# ميلان نيكوليتش
ميلان نيكوليتش (بالصربية: Милан Николић)‏ (30 مارس 1983 بكروشيفاتس في صربيا - ) هو لاعب كرة قدم صربي (وحمل سابقاً جنسية صربيا والجبل الأسود) في مركز الوسط. لعب مع سيركل بروج ونابريداك كروشيفاتس ونادي إيرتيش بافلودار ونادي باختاكور طشقند ونادي غوانغجو آر أند إف ونادي فلازنيا شكودر وKF Luftëtari ‏ وNK Zvijezda Gradačac ‏ وFK Moravac Mrštane ‏ ونادي سميديريفو ‏.

## وصلات خارجية
- ميلان نيكوليتش على موقع الاتحاد الأوربي (الإنجليزية)
- ميلان نيكوليتش على موقع قاعدة بيانات كرة القدم.إي يو (الإنجليزية)
- ميلان نيكوليتش على موقع Soccerway.com (الإنجليزية)
- ميلان نيكوليتش على موقع عالم كرة القدم.نت (الإنجليزية)